# Bixie Crawford
Bixie Crawford (auch Birdie Bixie Crawford, Bixie Harris, Birdie Bixie Wyatt, * 20. August 1921 in Guthrie, Logan County, Oklahoma als Birdie Marjorie Hairston; † 12. August 1988 in Culver City, Los Angeles County, Kalifornien als Birdie Marjorie Wyatt) war eine US-amerikanische Jazz- und Rhythm-&-Blues-Sängerin.

## Leben und Wirken
Crawfords Vater war Zahnarzt, ihre Mutter (bei der sie auch ersten Musikunterricht hatte) führte ein Café. Sie studierte zwischen 1938 und 1942 an der Lincoln University in Jefferson City (Missouri) Musik (Piano, Altsaxophon, Congas), anschließend an der Fisk University in Nashville, Tennessee. Benny Carter entdeckte sie bei einem Freiluftkonzert und holte sie 1945 (als Bixie Harris) in sein Orchester („Patience and Fortitude“, 1946); danach war sie Bandvokalistin bei Jimmie Lunceford kurz vor dessen Tod im Juli 1947. Anschließend war sie kurze Zeit Sängerin beim Count Basie Orchestra, danach bei Louis Jordan (1949/50), Gene Gilneaux und Hunter Hancock, um dann als Lehrerin in Los Angeles zu arbeiten. 1949 legte sie unter eigenem Namen die Single „Be Fair with Me“/„Maybe Some Rainy Day“ (King 4309) vor, 1951 (mit dem Ernie Freeman Orchestra) „My Man’s A Devil / Waitin’ Around “ (RCA-Victor). Begleitet vom Fletcher Smith Quartet wurde sie in „Go ’way Blues“ (C Note 106).
Als Count Basie seine Bigband 1951 wiederbelebte, blieb Crawford drei Jahre im Orchester, tourte 1994 mit Basies Band in Europa und wirkte an Plattenaufnahmen mit, zu hören in Titeln wie „Like a Ship at Sea“, „Three Little Words“ oder „My Man’s a Devil“. 1956 legte sie die Singles „Rock And Roll Wedding“ (Empire 102) und „How Big a Fool“ (Empire) vor, 1960 die Doo-Wop-Nummer „I Miss Those Lonely Nights“ (Indigo 104). Ab Anfang der 1960er-Jahre arbeitete sie erneut im Schuldienst, als Konrektorin der Exceptional Children’s Opportunity School; eine letzte Single legte sie 1976 vor („What Will I Tell My Heart/I’m Still in Love with You“). Der Diskograf Tom Lord listet sie im Bereich des Jazz zwischen 1949 und 1954 bei neun Aufnahmesessions.